# Simaetha makinanga
Simaetha makinanga är en spindelart som beskrevs av Barrion, Litsinger 1995. Simaetha makinanga ingår i släktet Simaetha och familjen hoppspindlar. Inga underarter finns listade i Catalogue of Life.